# 담배 흡연
담배 흡연(Tobacco smoking)은 담배를 태우고 그 결과로 나오는 연기를 섭취하는 행위이다. 연기는 궐련처럼 흡입될 수도 있고, 일반적으로 담뱃대나 엽궐련처럼 입에서 배출될 수도 있다. 이 관습은 기원전 5000~3000년에 메소아메리카와 남아메리카에서 시작된 것으로 추정된다. 담배는 17세기 후반 유럽 식민지 개척자들에 의해 유라시아에 소개되었으며, 그곳에서 공통 무역 경로를 따라갔다. 이 관행은 처음 서구 세계에 도입되었을 때부터 비판을 받았지만 자동화된 담배 롤링 장치가 도입되면서 널리 퍼지기 전에 여러 사회의 특정 계층에 자리 잡았다.
흡연은 담배를 소비하는 가장 일반적인 방법이며, 담배는 가장 흔한 흡연 물질이다. 농산물은 종종 첨가제와 혼합된 후 연소된다. 다양한 활성 물질을 함유하고 있는 연기는 중독성 정신 자극제인 니코틴(담배에서 자연적으로 발견되는 화합물)을 포함하여 폐 또는 구강 점막의 폐포를 통해 흡수된다. 담배 연기에 포함된 많은 물질(주로 니코틴)은 신경 말단의 화학 반응을 유발하여 무엇보다도 심박수, 주의력, 반응 시간을 높인다. 도파민과 엔돌핀이 분비되는데, 이는 종종 즐거움과 연관되어 중독으로 이어진다.
독일 과학자들은 1920년대 후반에 흡연과 폐암 사이의 연관성을 확인했으며, 이는 제2차 세계대전 말 나치 독일의 붕괴로 인해 중단되기는 했지만 현대 역사상 최초의 금연 캠페인으로 이어졌다. 1950년에 영국 연구자들은 흡연과 암 사이의 명확한 관계를 입증했다. 1960년대에도 증거가 계속 늘어나면서 이러한 관행에 반대하는 정치적 행동이 촉발되었다. 1965년 이후 선진국의 소비율은 정점에 달하거나 감소했다. 그러나 그들은 개발도상국에서 계속해서 상승하고 있다. 2008년부터 2010년까지 14개 저소득 및 중소득 국가(방글라데시, 브라질, 중국, 이집트, 인도, 멕시코, 필리핀, 러시아, 태국, 터키, 우크라이나, 우루과이, 베트남)에서 15세 이상 남성의 약 49%, 여성의 11%가 담배를 사용한다. 이 사용량의 약 80%가 흡연 형태이다. 성별 격차는 낮은 연령층에서 덜 두드러지는 경향이 있다. 세계보건기구(WHO)에 따르면, 연간 800만 명이 담배 흡연으로 인해 사망하고 있다.
많은 흡연자가 청소년기나 초기 성인기에 흡연을 시작한다. 7학년 학생들의 첫 흡연 경험에 대한 2009년 연구에 따르면 학생들을 흡연으로 이끄는 가장 일반적인 요인은 담배 광고인 것으로 나타났다. 부모, 형제자매, 친구의 흡연 역시 학생들의 흡연을 조장한다. 초기 단계에서는 긍정적인 강화로 작용하는 인지된 즐거움과 사회적 또래 압력에 반응하려는 욕구가 결합되어 일반적으로 메스꺼움과 기침을 포함하는 초기 사용의 불쾌한 증상을 상쇄할 수 있다. 개인이 몇 년 동안 담배를 피운 후에는 니코틴 금단 증상을 피하고 부정적인 강화가 계속되는 주요 동기가 된다.

## 같이 보기
- 전자 담배
- 코담배